# La Godinette (groupe)
Pour l’article homonyme, voir La Godinette.
La Godinette est un groupe de musique bretonne formé en Haute-Bretagne en 1977 par Jean Baron, Christian Anneix, Jean-Yves Roux et Michel Théphaine. Très vite, ils sont rejoints par Pierrick Lemou et Patrick Lefebvre. Le nom du groupe provient de La Godinette, une vieille chanson paillarde.
Ils se produisent régulièrement dans les festoù-noz et participent notamment au Festival interceltique de Lorient en 1984.
Leur répertoire embrasse l'éventail habituel des danses de fest-noz, telles que l'an-dro, l'hanter-dro, le laridé, la gavotte des montagnes, le pilé-menu ou le kost ar c'hoad, mais explore aussi des danses moins courantes, comme la dañs Keff, la gavotte du Bas-Léon ou le bal de Rhuys.
En 2008, le groupe propose une relecture de son spectacle Le Canal de Nantes à Brest avec l'ensemble Quic-en-Groigne, afin d'en présenter une version avec le bagad en accompagnement musical et les danseuses et danseurs du cercle sur scène.

## Musiciens
Membres actuels
- Jean Baron : veuze, bombarde, chant
- Christian Anneix : biniou, chant
- Pierrick Lemou : violon (depuis 1978)
- Yann-Fañch Perroches : accordéon diatonique (depuis 2004)
- Christophe Grandjean : bouzouki (depuis 2015)

Anciens membres
- Jean-Yves Roux : violon, mandoline (1977-1984)
- Michel Thephaine : piano (1977-1984)
- Patrick Lefebvre : accordéon chromatique et accordéon diatonique (1992-2004)
- Franck Le Bloas : bouzouki, guitare acoustique (jusqu'en 2005)
- Hélène Brunet : guitare acoustique (2005-2011)
- Hervé Dréan : bouzouki (2011)
- Christian Rivoalen : chan
- Serge Guillet : uileann pipe ,flute à bec , tin whistle (1978)

## Discographie
- 1978 : Chants et danses de Haute-Bretagne (ARFOLK SB 375)
- 1984 : Le jeune fou et le vieux singe (ARFOLK SB415)
- 1994 : "C'est entre nous les jeunes filles" (Disker GRI 19048)
- 1997 : Jeunes filles et conscrits
- 2002 : Le canal de Nantes à Brest (RS CD 225)